# Club General Caballero
Actualités
Le Club General Caballero est un club de football paraguayen fondé le 21 juin 1962, basé à Doctor Juan León Mallorquín dans le département d'Alto Paraná.

## Histoire
Le club est fondé en 1962 et évolue dans la ligue régionale. En 2003, 2004 et 2006, le club se qualifie pour le tournoi de promotion pour la deuxième division, mais échouera à chaque fois. Après un nouvel échec en 2017, en 2018, le club gagne pour la première fois la promotion en deuxième division. En 2021, le club est champion de deuxième division, il obtient la promotion en Primera División et en même temps se qualifie pour la Copa Sudamericana 2022.

## Palmarès
| Compétitions nationales                               |
| ----------------------------------------------------- |
| - Championnat du Paraguay D2 (1) : - Champion : 2021. |